# Леджинов, Церен Леджинович
Цере́н Леджи́нович (Олцоно́вич) Леджи́нов (1910 г., Кетченер-Шебенеровский аймак, Икицохуровский улус (ныне Яшкульский район, Калмыкия), Астраханская губерния, Российская империя — 3.02.1942., Элиста, Калмыцкая АССР, РСФСР) — калмыцкий поэт, переводчик, автор первой одноактной калмыцкой оперы Җирhл («Счастье»).

## Биография
Рано лишившись своих родителей, Церен Леджинов воспитывался в детдоме. После окончания рабфака работал редактором районной газеты.
В 1936 году Церен Леджинов поступил в Ленинградский институт журналистики. Вскоре был вынужден оставить учёбу из-за болезни и вернуться в Элисту.
В 1942 году Церен Леджинов скончался после продолжительной болезни.

## Творчество
В 1931 году Церен Леджинов опубликовал первые стихотворения в газете «Таңhчин зәңг» («Областные известия»). В 1932 году в Калмыцком книжном издательстве вышел первый сборник стихотворений «Великая победа». Церен Леджинов публиковал стихотворения в калмыцкой периодической печати.
Церен Леджинов занимался переводами на калмыцкий язык стихотворений А. С. Пушкина, Т. Г. Шевченко, М. Ю. Лермонтова. Перевёл отрывки из «Слово о полку Игореве» и «Давида Сасунского».

## Сочинения
- Великая победа, Стихи, 1932 г.;
- Сборник стихов, 1934 г.;
- Сила, Стихи и песни, 1934 г.;
- Отечество, Стихи, песни и поэмы, 1939 г.;

## Источник
- Джимгиров М. Э., Писатели советской Калмыкии, Калмыцкое книжное издание, Элиста, 1966, стр. 125—129